# Ачеренца
Ачеренца (на италиански: Acerenza) е град и община в провинция Потенца, в регион Базиликата с 2575 жители (към 31 декември 2011). В Ачеренца се засажда грозде за червеното вино Aglianico del Vulture.
Ачеренца е разположен на 800 м над м.р. и често е нападан. През 318 пр.н.е. се казва Acerunti и е завладян от римляните. По-късно градът е завладяван от готи и лангобарди, които окрепяват Ачеренца. През 1061 г. е завладян от норманите с Робер Гискар.
Апостол Петър поставя, според легендата, първия епископ на селището. От 499 г. Ачеренца е седалище на архиепископа.
В Ачеренца е роден Свети Мариан от Ачеренца (убит 303 г.)